# احمد آباکای
احمد آباکای (به انگلیسی: Ahmet Abakay) (زادۀ ۳ آوریل ۱۹۵۰ میلادی در شهر دیوریغی ناحیۀ سیواس، ترکیه)، روزنامه‌نگار، نویسنده و دبیر کل انجمن روزنامه‌نگاران معاصر ترکیه و از ارمنی‌تباران بومی این کشور می‌باشد.

## زندگی‌نامه

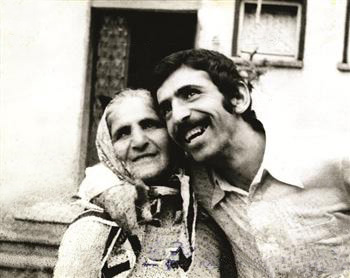
احمد آباکای و مادرش هوشانا

پدر و مادر احمد آباکای در اصل اهل روستای «پرسر» [Persor] (نام کنونی اجاکلی[ocaklı])-(محل زندگی علویان) در شهرستان آشکاله از توابع ارزروم بودند. مادر احمد آباکای «هوشانا»، متولد ۱۹۱۹ یا ۱۹۲۰ میلادی است. خانوادهٔ پدرش قبل از اعلام جمهوری ترکیه (۱۹۲۰ میلادی) از شهر استان تونج‌ایلی به این روستا آمدند و سکنا گزیدند. پدر او از طایفهٔ «پیلونک» [pilvenk] و کرد علوی بود. مادر احمد آباکای نیز در همین روستا متولد و با فرهنگ علوی بزرگ شد. پدر احمد آباکای مسئول دیگ بخار لکوموتیو و کارمند راه‌آهن بود که به شهرستان دیوریغی در سیواس انتقال یافت. زمانی که احمد آباکای سه یا چهار ساله بوده این بار پدرم به شهر ارزنجان منتقل می‌شود و دوران ابتدایی و دبیرستان را در آنجا سپری می‌کند. احمد آباکای دارای دو خواهر و سه بردار است. در هفده سالگی، پدرش را، که ۵۵ ساله بود، از دست می‌دهد. پس از به اتمام رساندن دوره دبیرستان در ارزنجان، در ۱۹۷۱ میلادی، به مدرسهٔ عالی مطبوعات و انتشارات، وابسته به دانشکدهٔ علوم سیاسی دانشگاه آنکارا، در شهر آنکارا می‌رود و در ۱۹۷۵ میلادی نیز از آن فارغ‌التحصیل می‌شود.
از ۱۹۷۵ میلادی به صورت حرفه‌ای به روزنامه‌نگاری روی می‌آورد. در این دوران، در (خبرگزاری ایستا (در استانبول)، روزنامهٔ وطن، خبرگزاری آنکارا و روزنامهٔ اُزگور گوندم) فعالیت می‌کند. در ادارهٔ نخست وزیری، مشاور مطبوعاتی وزیر و در دانشکدهٔ ارتباطات دانشگاه آنکارا، مدرس درس‌های روزنامه‌نگاری بود. در ۱۹۷۵ میلادی، به عضویت حزب کارگران کردستان، به ریاست «بهیجه بوران»، درآمد. این حزب طی کودتای نظامی ۱۲ سپتامبر ۱۹۸۰ میلادی تعطیل شد. پس از آن «حزب اتحاد سوسیالیست» تأسیس شد و او به مقام یکی از اعضای هیئت رهبری آن انتخاب می‌شود.
هم اکنون، احمد آباکای بازنشسته می‌باشد و هفت سال است که در مقام «دبیر کل انجمن روزنامه نگاران معاصر ترکیه» مشغول انجام وظیفه است. در ۱۹۸۸ میلادی، موفق به دریافت جایزهٔ روزنامه‌نگار بین‌المللی سال از جمعیت روزنامه نگاران سوئیس می‌شود و تاکنون چندین کتاب منتشر کرده‌است. متأهل و دارای یک دختر و با همسر ایتالیایی خود در شهر میلان زندگی می‌کند.

## زندگی‌نامه مادر احمد آباکای
هوشانا در ۸۲ سالگی به احمد آباکای می‌گوید: 
«می‌خواهم چیزی به تو بگویم فقط به شرطی که تا روزی که من زنده هستم حتی به همسر و فرزندت و برادر و خواهرهایت هم در این مورد چیزی نگویی... قول می‌دهی؟» و بعد از اینکه من قول دادم که به کسی چیزی نخواهم گفت توضیح داد که مادر و پدرش ارمنی بوده‌اند.»
یک گروه ارمنی متشکل از دوازده، سیزده نفر، که از محل اقامتشان و از ترس جانشان فرار کرده بودند، در صدد بر می‌آیند که به روستای «توپال چاووش»،[topal Çavüş] از توابع آشکاله، که اهالی آن سنی بودند، پناه می‌برند اما از آن روستا اخراج می‌شوند. سپس، به روستای علوی‌نشین «پرسر» در آن نزدیکی‌ها می‌روند. مادرش در آن هنگام هوشانا را حامله بوده. اهالی این روستا (پرسر) آن‌ها را می‌پذیرند. این گروه ارمنی در عین حال مورد تعقیب ژاندارمری بودند و چند روز بعد، ژاندارم‌ها آن‌ها را در روستای «پرسر» پیدا می‌کنند و پدر و برادرانش را به آشکاله می‌برند و پدرش را در آنجا می‌کشند. بقیهٔ اعضای گروه ارمنی و روستایی‌ها را نیز تهدید می‌کنند که در صورتی که این روستای علوی را ترک نکنند تمامی روستا را نابود خواهند کرد. ظاهراً، تمامی اعضای گروه، به جز مادر هوشانا که حامله بوده، روستا را ترک می‌کنند.

## کتاب
کتاب آخرین کلام هوشانا دربارهٔ رازی است که مادر احمد آباکای، «هوشانا»، به مدت ۸۲ سال در درون خود مخفی نگه داشته بود.

## فیلم
- زنی که هشتاد سال هویتش را پنهان کرد.